# Odynerus spargovillensis
Odynerus spargovillensis är en stekelart som beskrevs av Giordani Soika. Odynerus spargovillensis ingår i släktet lergetingar, och familjen Eumenidae. Inga underarter finns listade i Catalogue of Life.